# Camponotus sankisianus
Camponotus sankisianus é uma espécie de inseto do gênero Camponotus, pertencente à família Formicidae.